# André Ehrenberg
André Ehrenberg (Braunschweig, 2 gennaio 1972) è un ex canoista tedesco.

## Palmarès

### Olimpiadi
- 1 medaglia:
  - 1 bronzo (Atlanta 1996 nel C2)

### Mondiali
- 5 medaglie:
  - 3 argenti (Três Coroas 1997 nel C2; Bourg St.-Maurice 2002 nel C2 a squadre; Augusta 2003 nel C2 a squadre)
  - 2 bronzi (Nottingham 1995 nel C2 a squadre; Três Coroas 1997 nel C2 a squadre)

### Europei
- 2 medaglie:
  - 1 oro (Augusta 1996 nel C2 a squadre)
  - 1 bronzo (Bratislava 2002 nel C2 a squadre)

### Mondiali giovanili
- 1 medaglia:
  - 1 bronzo (Tavanasa 1990 nel C1 a squadre[1])